# Selotumpeng
Selotumpeng is een bestuurslaag in het regentschap Kebumen van de provincie Midden-Java, Indonesië. Selotumpeng telt 2318 inwoners (volkstelling 2010).